# Llista de monuments de Balaguer
Llista de monuments de Balaguer inclosos en l'Inventari del Patrimoni Arquitectònic Català per al municipi de Balaguer (Noguera). Inclou els inscrits en el Registre de Béns Culturals d'Interès Nacional (BCIN) amb la classificació de monuments històrics, els Béns Culturals d'Interès Local (BCIL) de caràcter immoble i la resta de béns arquitectònics integrants del patrimoni cultural català.
| Monument                                                                  | Protecció     | Estil/època                           | Localització                                              | Coordenades                                          | Codi?         | Imatge |
| ------------------------------------------------------------------------- | ------------- | ------------------------------------- | --------------------------------------------------------- | ---------------------------------------------------- | ------------- | --- |
| Església de Santa Maria de les Franqueses                                 | BCIN 12-MH-EN | Romànic XII-XIII                      | Balaguer                                                  | 41° 45′ 21″ N, 0° 47′ 27″ E / 41.755918°N,0.790807°E | RI-51-0005093 | Església de Santa Maria de les Franqueses (Balaguer) · Vegeu més fotos d'aquest monument · Carregueu una nova foto d'aquest monument |
| Convent de Sant Domènec                                                   | BCIN 13-MH    | Gòtic XIV-XV                          | Balaguer                                                  | 41° 47′ 38″ N, 0° 48′ 34″ E / 41.793778°N,0.809372°E | RI-51-0001658 | Convent de Sant Domènec (Balaguer) · Vegeu més fotos d'aquest monument · Carregueu una nova foto d'aquest monument                   |
| Església de Santa Maria                                                   | BCIN 14-MH-EN | Gòtic XIV-XVI                         | Balaguer Pl. de Cecília de Cominges                       | 41° 47′ 30″ N, 0° 48′ 16″ E / 41.791720°N,0.804406°E | RI-51-0005078 | Església de Santa Maria (Balaguer) · Vegeu més fotos d'aquest monument · Carregueu una nova foto d'aquest monument                   |
| Recinte emmurallat                                                        | BCIN 737-MH   | Medieval                              | Balaguer                                                  | 41° 47′ 28″ N, 0° 48′ 14″ E / 41.791241°N,0.803998°E | RI-51-0006263 | Recinte emmurallat (Balaguer) · Vegeu més fotos d'aquest monument · Carregueu una nova foto d'aquest monument                        |
| Castell Formós o Castell de Balaguer                                      | BCIN 738-MH   | Medieval                              | Balaguer Al nord del nucli antic                          | 41° 47′ 38″ N, 0° 48′ 21″ E / 41.79385°N,0.805928°E  | RI-51-0006262 | Castell Formós (Balaguer) · Vegeu més fotos d'aquest monument · Carregueu una nova foto d'aquest monument                            |
| conjunt del Centre Històric                                               |               | Obra popular, gòtic Medieval          | Balaguer                                                  | 41° 47′ 27″ N, 0° 48′ 20″ E / 41.79085°N,0.80551°E   | IPA-316       | Balaguer · Vegeu més fotos d'aquest monument · Carregueu una nova foto d'aquest monument                                             |
| Creu de terme dels Erals, Creu del Portal de Gel, Creu de la Pleta        |               | Obra popular XVIII                    | Balaguer C. dels Erals - c. de la Creu                    | 41° 47′ 28″ N, 0° 48′ 07″ E / 41.791055°N,0.801859°E | IPA-22066     | Creu de terme dels Erals (Balaguer) · Vegeu més fotos d'aquest monument · Carregueu una nova foto d'aquest monument                  |
| Creu de terme de Sant Domènec                                             |               | Gòtic XV                              | Balaguer Davant l'església de Sant Domènec                | 41° 47′ 38″ N, 0° 48′ 32″ E / 41.793864°N,0.808889°E | IPA-22067     | Creu de terme de Sant Domènec (Balaguer) · Vegeu més fotos d'aquest monument · Carregueu una nova foto d'aquest monument             |
| Creu de terme del Firal, Creu de Santa Maria                              |               | XVI-XVII                              | Balaguer C. de Santa Maria, al costat del cementiri       | 41° 47′ 33″ N, 0° 48′ 15″ E / 41.792561°N,0.804255°E | IPA-22068     | Creu de terme del Firal (Balaguer) · Vegeu més fotos d'aquest monument · Carregueu una nova foto d'aquest monument                   |
| Creu de terme del camí de Menàrguens, Creu de la Secla, Creu de la Séquia |               | XVII-XVIII                            | Balaguer Carrer Divina Pastora - Desviament a Menàrguens  | 41° 47′ 03″ N, 0° 48′ 12″ E / 41.784068°N,0.803356°E | IPA-22069     | Creu de terme del camí de Menàrguens (Balaguer) · Vegeu més fotos d'aquest monument · Carregueu una nova foto d'aquest monument      |
| Església del Sagrat Cor de Jesús                                          |               | Darreres tendències XX Mitjan         | Balaguer C. Barcelona                                     | 41° 47′ 29″ N, 0° 48′ 41″ E / 41.791259°N,0.811405°E | IPA-22070     | Església del Sagrat Cor de Jesús (Balaguer) · Vegeu més fotos d'aquest monument · Carregueu una nova foto d'aquest monument          |
| Els Arquets                                                               |               | Obra popular XIX                      | Balaguer Camí de Menàrguens                               |                                                      | IPA-22072     | Carregueu una nova foto d'aquest monument                                                                                            |
| Capella de la Divina Pastora                                              | BCIL 2005     | Obra popular XVIII                    | Balaguer Camí de Menàrguens                               | 41° 46′ 19″ N, 0° 47′ 30″ E / 41.771814°N,0.791664°E | IPA-22073     | Capella de la Divina Pastora (Balaguer) · Vegeu més fotos d'aquest monument · Carregueu una nova foto d'aquest monument              |
| Basílica Santuari del Sant Crist                                          | BCIL 2005     | Barroc, neoclassicisme XVII, XX       | Balaguer                                                  | 41° 47′ 44″ N, 0° 48′ 22″ E / 41.795630°N,0.806129°E | IPA-22074     | El Sant Crist (Balaguer) · Vegeu més fotos d'aquest monument · Carregueu una nova foto d'aquest monument                             |
| Convent de Sant Francesc                                                  | BCIL 2005     | Barroc, neoclassicisme XVII           | Balaguer C. Sant Francesc                                 | 41° 47′ 09″ N, 0° 48′ 14″ E / 41.785897°N,0.803916°E | IPA-22076     | Convent de Sant Francesc (Balaguer) · Vegeu més fotos d'aquest monument · Carregueu una nova foto d'aquest monument                  |
| Cal Partió o Torre Fortuny                                                |               | Obra popular XIX                      | Balaguer A l'horta de Balaguer                            | 41° 48′ 38″ N, 0° 49′ 36″ E / 41.810616°N,0.826691°E | IPA-22077     | Torre Fortuny (Balaguer) · Vegeu més fotos d'aquest monument · Carregueu una nova foto d'aquest monument                             |
| Església de la Mare de Déu del Miracle                                    | BCIL 2005     | Barroc XVII, XIX                      | Balaguer C. del Miracle, 11                               | 41° 47′ 20″ N, 0° 48′ 21″ E / 41.788843°N,0.805813°E | IPA-22080     | Església de la Mare de Déu del Miracle (Balaguer) · Vegeu més fotos d'aquest monument · Carregueu una nova foto d'aquest monument    |
| Convent de les Germanes Clarisses                                         | BCIL 2005     | Renaixement XVII                      | Balaguer Al Sant Crist                                    | 41° 47′ 47″ N, 0° 48′ 23″ E / 41.796336°N,0.806523°E | IPA-22082     | Convent de les Germanes Clarisses (Balaguer) · Vegeu més fotos d'aquest monument · Carregueu una nova foto d'aquest monument         |
| Porxada plaça Mercadal                                                    | BCIL 2005     | XIII                                  | Balaguer Pl. del Mercadal                                 | 41° 47′ 23″ N, 0° 48′ 19″ E / 41.789691°N,0.805228°E | IPA-22084     | Porxada plaça Mercadal (Balaguer) · Vegeu més fotos d'aquest monument · Carregueu una nova foto d'aquest monument                    |
| Església de la Immaculada Concepció                                       | BCIL 2005     | Barroc, neoclassicisme XVIII          | Balaguer C. Miracle, 21                                   | 41° 47′ 18″ N, 0° 48′ 21″ E / 41.788449°N,0.805716°E | IPA-22085     | Església de la Immaculada Concepció (Balaguer) · Vegeu més fotos d'aquest monument · Carregueu una nova foto d'aquest monument       |
| Antiga església de Santa Maria d'Almatà                                   | BCIL 2005     | Romànic, gòtic XII-XIII, XV           | Balaguer Façana oest del Sant Crist                       | 41° 47′ 45″ N, 0° 48′ 21″ E / 41.795737°N,0.805936°E | IPA-22087     | Antiga església de Santa Maria d'Almatà (Balaguer) · Vegeu més fotos d'aquest monument · Carregueu una nova foto d'aquest monument   |
| Xalet Gramunt                                                             | BCIL 2010     | Noucentisme XX Mitjan                 | Balaguer Av. Pere III, 27                                 | 41° 47′ 29″ N, 0° 48′ 30″ E / 41.79129°N,0.80841°E   | IPA-30876     | Xalet Gramunt (Balaguer) · Vegeu més fotos d'aquest monument · Carregueu una nova foto d'aquest monument                             |
| Pont Balaguer, pont sobre el Segre                                        | BCIL 2005     | Obra popular                          | Balaguer                                                  | 41° 47′ 38″ N, 0° 48′ 28″ E / 41.79392°N,0.807736°E  | IPA-36808     | Pont Balaguer (Balaguer) · Vegeu més fotos d'aquest monument · Carregueu una nova foto d'aquest monument                             |
| Xalet Montiu                                                              | BCIL 2005     | Modernisme XX                         | Balaguer C. Àngel Guimerà, 5                              | 41° 47′ 16″ N, 0° 48′ 20″ E / 41.787697°N,0.805496°E | IPA-36821     | Xalet Montiu (Balaguer) · Vegeu més fotos d'aquest monument · Carregueu una nova foto d'aquest monument                              |
| Casa al carrer del Miracle, 30                                            | BCIL 2005     |                                       | Balaguer C. del Miracle, 30                               | 41° 47′ 17″ N, 0° 48′ 19″ E / 41.788179°N,0.805317°E | IPA-36831     | Casa al carrer del Miracle, 30 (Balaguer) · Vegeu més fotos d'aquest monument · Carregueu una nova foto d'aquest monument            |
| Casa Badia                                                                | BCIL 2005     |                                       | Balaguer Pl. del Pou, 10                                  | 41° 47′ 27″ N, 0° 48′ 20″ E / 41.790951°N,0.805644°E | IPA-36832     | Casa Badia (Balaguer) · Vegeu més fotos d'aquest monument · Carregueu una nova foto d'aquest monument                                |
| Casa Tiurana                                                              | BCIL 2005     |                                       | Balaguer Pl. de Sant Salvador, 1                          | 41° 47′ 31″ N, 0° 48′ 21″ E / 41.791829°N,0.805912°E | IPA-36833     | Casa Tiurana (Balaguer) · Vegeu més fotos d'aquest monument · Carregueu una nova foto d'aquest monument                              |
| Ca l'Abadia                                                               | BCIL 2005     |                                       | Balaguer C. del Torrent, 1                                | 41° 47′ 32″ N, 0° 48′ 21″ E / 41.792258°N,0.805894°E | IPA-36834     | Carregueu una nova foto d'aquest monument                                                                                            |
| Casa Querol                                                               | BCIL 2005     |                                       | Balaguer C. d'Avall, 13                                   | 41° 47′ 25″ N, 0° 48′ 22″ E / 41.790219°N,0.805979°E | IPA-36835     | Casa Querol (Balaguer) · Vegeu més fotos d'aquest monument · Carregueu una nova foto d'aquest monument                               |
| Casal de la Ciutat, Cal Vall, Lapallavacara                               | BCIL 2005     | Obra popular, darreres tendències XXI | Balaguer C. Francesc Borràs, 19                           | 41° 47′ 30″ N, 0° 48′ 21″ E / 41.791559°N,0.80591°E  | IPA-36836     | Casa Comabella (Balaguer) · Vegeu més fotos d'aquest monument · Carregueu una nova foto d'aquest monument                            |
| Casa Tarragona                                                            | BCIL 2005     |                                       | Balaguer C. Miracle, 7                                    | 41° 47′ 20″ N, 0° 48′ 21″ E / 41.788973°N,0.805837°E | IPA-36837     | Casa Tarragona (Balaguer) · Vegeu més fotos d'aquest monument · Carregueu una nova foto d'aquest monument                            |
| Cal Comabella                                                             | BCIL 2005     | modernista inicis del segle XX        | Balaguer C. Miracle, 1                                    | 41° 47′ 21″ N, 0° 48′ 21″ E / 41.789237°N,0.805877°E | IPA-36838     | Casa Comabella (Balaguer) · Vegeu més fotos d'aquest monument · Carregueu una nova foto d'aquest monument                            |
| Casa al carrer del Miracle, 5                                             | BCIL 2005     |                                       | Balaguer C. Miracle, 5                                    | 41° 47′ 21″ N, 0° 48′ 21″ E / 41.789045°N,0.805872°E | IPA-36839     | Casa al carrer del Miracle, 5 (Balaguer) · Vegeu més fotos d'aquest monument · Carregueu una nova foto d'aquest monument             |
| Molí del Comte                                                            |               | Obra popular XVIII                    | Balaguer Esquerra del riu Segre                           | 41° 46′ 21″ N, 0° 48′ 42″ E / 41.772418°N,0.811534°E | IPA-37085     | Molí del Comte (Balaguer) · Vegeu més fotos d'aquest monument · Carregueu una nova foto d'aquest monument                            |
| Molí de l'Esquerrà                                                        |               | Obra popular XVIII                    | Balaguer Av. Comte Jaume d'Urgell, 12                     | 41° 47′ 43″ N, 0° 48′ 34″ E / 41.795196°N,0.809448°E | IPA-37086     | Molí de l'Esquerrà (Balaguer) · Vegeu més fotos d'aquest monument · Carregueu una nova foto d'aquest monument                        |
| Molí de Flix                                                              |               | Obra popular XVIII                    | Balaguer Dreta riu Sió, enclavament de Flix (desaparegut) | 41° 48′ 22″ N, 0° 55′ 13″ E / 41.806085°N,0.920221°E | IPA-37087     | Molí de Flix (Balaguer) · Vegeu més fotos d'aquest monument · Carregueu una nova foto d'aquest monument                              |
| Creu de terme V, Creu de terme trencada                                   |               | Historicisme XX                       | Balaguer Camí de la Creu Trencada                         | 41° 47′ 51″ N, 0° 47′ 37″ E / 41.797474°N,0.79348°E  | IPA-42324     | Vegeu més fotos d'aquest monument · Carregueu una nova foto d'aquest monument                                                        |
| Casa al carrer del Miracle, 22                                            | BCIL 2005     | XIX                                   | Balaguer C. del Miracle, 22 - c. Sant Josep, 10           | 41° 47′ 19″ N, 0° 48′ 20″ E / 41.788502°N,0.805505°E | IPA-42678     | Carregueu una nova foto d'aquest monument                                                                                            |